# بييرو قروس
بييرو قروس (بالإيطالية: Piero Gros)‏ هو متزحلق جبال الألب إيطالي، ولد في 30 أكتوبر 1954 في ساوزي دي أولكس في إيطاليا.

## وصلات خارجية
- بييرو قروس على موقع الاتحاد الدولي للتزلج (التزلج على المنحدرات الثلجية) (الإنجليزية)
- بييرو قروس على موقع أوليمبيديا (الإنجليزية)
- بييرو قروس على موقع اللجنة الأولمبية الإيطالية (الإيطالية)